# Булпен
Бацачки кавез је незванични превод појма bullpen у бејзболу и софтболу. Означава место где се резервни бацачи загревају пред улазак у утакмицу. Углавном се налази ван самог терена, углавном иза даљег центра ("лепезе") терена, али постоје и изузеци: у данашњем МЛБ-у стадиони Тропикана филд, на коме играју Тампа Беј рејси, и Оукландски колосеум на коме играју Оукланд атлетикси имају кавезе на самом терену поред ивица леве и десне фаул линије.
За разлику од остатка екипе, резервни бацачи екипе седе у овом кавезу који је углавном удаљен од клупа (рова, dugout), а у кавезу се углавном налазе специјалисти за одређене ситуације, попут избацивања леворуких играча, затварања утакмице, и сличних улога. Понекад екипе уместо једног стартног бацача, од кога се углавном очекује да одради 6 смена (ининга), могу да играју са отвореним кавезом (bullpen game, bullpen day), приликом кога сваки резервни бацач одради по 2 или 3 смене.
Буквални превод овог појма у енглеском језику је кавез за бикове, а настао је тако што се публика овде често окупљала како би гледала утакмицу из близине, па се у говорном језику причало да се гурају као бикови у кавезу.